# 恰勒什海乡
恰勒什海乡，是中华人民共和国新疆维吾尔自治区阿勒泰地区吉木乃县下辖的一个乡镇级行政单位。

## 行政区划
恰勒什海乡下辖以下地区：
达冷海齐村、阿克木尔扎村和库尔加村。